# Вицоло Предабиси
Вицо̀ло Предабѝси (на италиански: Vizzolo Predabissi, на западноломбардски: Vizzoeu, Вицьоу) е малко градче и община в Северна Италия, провинция Милано, регион Ломбардия. Разположено е на 90 m надморска височина. Населението на общината е 4003 души (към 2012 г.).